# Франц фон Зіккінген
Франц фон Зіккінген (нім. Franz von Sickingen; 2 березня 1481 — 7 травня 1523) — політичний та військовий діяч Священної Римської імперії, один з лідерів лицарської війни часів Реформації.

## Життєпис
Походив з баденського шляхетського роду Зіккінгенів з Крайхгау. Син імперського лицаря Швайкгарда фон Зіккінгена та Маргарити фон дер Гогенбург (з Нижнього Ельзасу) Народився 1481 року в замку Ебернбург біля міста Бад-Мюнстер-на-Штайн-Ебернбург. Між 1498 і 1500 одружився з представницею роду Фресгайм.
1505 року після смерті батька успадкував родинні землі біля річки Нае, в Нижнім Ельзасі та Крайхгау, значний капітал готівкою, частки у копальнях з видобутку срібла та міді, позик різним імперським князям. Протягом наступних 10 років Франц фон Зіккінген насамперед дбав про консолідацію своїх володінь. 1515 року помирає дружина.
Потім брав участь у численних усобиць з сусідами-лицарями, містами та Пфальцу на основі старого німецького феодального права. відкидаючи принципи римського права. Поступово став лідером імперського лицарства Швабії та Франконії. виступаючи за збереження прав останнього та перетворення імперії на більш унітарну державу. В цей час затоваришував з лицарем Гецом фон Берліхінгеном, разом з яким вступив у суперечку з імперським містом Вормс, за що імператор Максіміліан I піддав обох імперській опалі.
Тому 1516 року вступив на службу французького короля Франциска I, за наказом якого завоював імперське місто Мец. маючи під владою 16 тис. ланскенетів і 7 тис. кіннотників. Місто звільнилося від грабунку в обмін на сплату 20 тис. гульденів золотом і місячної зарплати солдатам. Потім успішно діяв проти Антуана, герцога Лотарингії, Філіппа I, ландграфа Гессену, імперських міст Вормса і Франфурта-на-Майні. Це збільшило політичну вагу Франца фон Зіккінгена в імперії та його статки (лише з ландграфа отримав 35 тис. гульденів). Наслідком стало зняття імперської опали 1518 року.
У березні 1519 року приєднався до військ Швабського союзу міст, які виступили проти герцога Ульріха Вюртемберзького. 18 червня того ж року зі своїм загоном рушив до Франкфурта-на-Майні, де відбулися вибори нового імператора. Зіккінген підтримував Карла Габсбурга, короля Іспанії. Після обрання останнього отримав 27 618 гульденів компенсації. Водночас познайомився з гуманістом Ульріхом фон Гуттеном, що зацікавив Зіккінгена ідеями реформування церкви.
Невдовзі здійснив напад на регіон Ельванген-Гайльбронн-Гмюнд, де здобув чималу здобич. Потім захопив вюртемберзькі амти  Нойенбург та Вільдбад в північному Шварцвальді. В останньому, де були цілющі джерела лікувався від подагри. 1520 року підтримав Мартина Лютера, запропонувавши тому притулок від переслідування. Надалі надав замок Ебернбург для прихистку лютеран (ту зокрема мешкав Мартин Буцер), внаслідок чого той здобув прізвисько «Готель Справедливості».
1521 року на прохання імператора найняв 15 тис. піхоти та 2 тис. кінноти, з якими брав участь у військовій кампанії проти Франції. Дії імператорської армії були не вдалими, сам Зіккінген не захопив якоїсь здобичі. До того ж імператор Карл V заборгував Францу 100 тис. гульденів за участь в кампанії.
1522 року вимушений був передати Вільдбальд Фердинанду Габсбургу, новому герцогу Вюртембергу. З наміром виправити своє фінансове становище вступив у конфлікт зі Страсбургом, намагаючись з нього отримати купу грошей. В серпні того ж року Зіккінген влаштував у Ландау зібрання імперських лицарів Швабії та Франконії. 13 серпня 1522 року підписано «братську угоду», якою було офіційно оформлено лицарський союз на чолі якого став Франц фон Зіккінген.
Став готувати військовий похід проти Ріхарда фон Грайфенкла, архієпископа Тріру, мета й причини якого до тепер є об'єктом суперчки. За однією версією він хотів взяти великий викуп (200 тис. гульденів золотом), за іншою захопити Трір, секуляризувати його та створити власне князівство. Похід цей став відовий як Лицарська війна. Восени 1522 року виступив на Трір. Попри попередні успіхи Зіккінген зазнав невдачі, оскільки проти нього об'єдналися Гессенське ландграфство і Пфальц, рейнські міста. Зрештою взимку Франц почав відступ. Бої тривали до весни. Зрештою у травні 1523 року під час оборони замку Нанштейн (біля Ландштуля) Франц фон Зіккінген загинув. Могила до тепер збереглася в церкві Св. Андреса в Ландштуль
У наступні тижні Ебернбург та всі інші замки, які повністю або частково належали йому та його союзниками, були захоплені коаліцією князів. Лише у 1542 році його сини були відновлені в майнових правах.

## Родина
Дружина — Гедвіга, донька Ганса фон Фресгайма, амтмана (намісника) Кайзерслаутерна
Діти:
- Швайкгард (1500—1562)
- Йоган (1502—1547
- Франц Конрад (1511—1574), маршал Пфальцу
- 4 доньки

## Пам'ять
- Століттями вважалося, що гравюра Альбрехта Дюрера 1513 року «Лицар, смерть і диявол» є алегорією Франца фон Зіккінгена
- 1859 року Фердинанд Лассаль опублікував драму «Франц фон Зіккінген: історична трагедія»
- 1889 року Карл Кауер та його сини створили пам'ятник Францу фон Зіккінгену та Ульріху фон Гуттену в Бад-Мюнстері-на-Штайн-Ебернбурзі.
- 1938 року в Технічному університеті Дармштадта було створено Товариство Франца фон Сікінгена (ліквідовано 1945 року)
- 1998 рік у ФРН було оголошено Роком Зікінгена. Щорічно 7 травня, в річницю його смерті, в замку Нанштейн проводиться панахида на його честь.
- північна частина плато Вестріч між Ландштулем і долиною Шварцбах має назву Зіккінгенові Висоти